# Signal Tower Museum

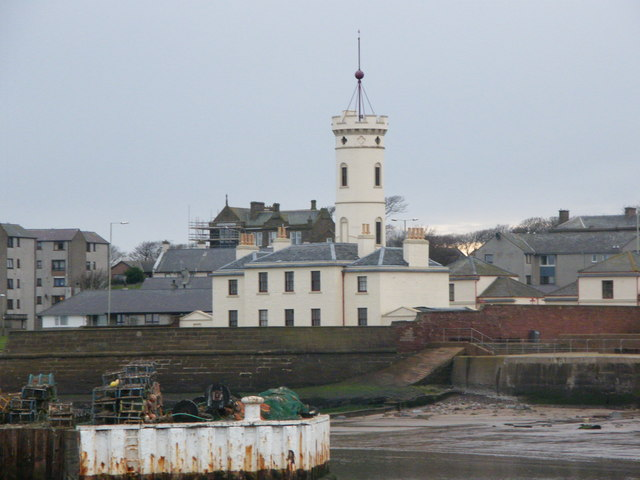
Signal Tower Museum

Das Signal Tower Museum ist ein ehemaliges Wohngebäude und heutiges Museum in der schottischen Kleinstadt Arbroath in der Council Area Angus. 1971 wurde das Bauwerk in die schottischen Denkmallisten in der höchsten Denkmalkategorie A aufgenommen. Zudem bildet es zusammen mit dem Bell Rock Lighthouse ein Denkmalensemble der Kategorie A.

## Geschichte
Im Jahre 1811 wurde der schwierige Bau des Bell Rock Lighthouse, das rund 19 Kilometer von Arbroath entfernt in der Nordsee steht, abgeschlossen. Wie üblich wurden abgelegene Leuchttürme in Schottland von wechselnden Leuchtturmwärtern betrieben, die mit ihren Familien in nahegelegenen Gebäuden lebten. Zur Unterbringung der Turmwärterfamilien des Bell Rock Lighthouse wurde 1813 das heutige Signal Tower Museum errichtet. Der Name bezieht sich auf einen Flaggenmast auf dem Dach seines Turms, der mit einer kupfernen Kugel bestückt ist. Eine baugleiche Konstruktion befand sich auf dem Leuchtturm. Jeden Morgen kommunizierte der Leuchtturmwärter mit seinem an Land befindlichen Kollegen durch Hochziehen der Kugel. Dies bedeutete, dass keine Probleme bestanden. In den 1950er Jahren bezogen die Familien ein Gebäude in Edinburgh. Seit 1988 ist der Leuchtturm automatisiert.
Ab 1955 nutzte die Stadt Arbroath das Gebäude, bevor dort 1974 ein Museum eröffnet wurde. Es befasst sich mit der Geschichte Arbroaths und dem Bell Rock Lighthouse.

## Beschreibung
Das Signal Tower Museum steht an der Nordseeküste am Hafen von Arbroath. Das dreistöckige Gebäude ist klassizistisch ausgestaltet. Markant ist der in vier Abschnitte gegliederte runde Turm, der aus einem Walmdach des Wohngebäudes wächst. An seinem Fuß befindet sich ein dorisches Portal. Seine Fenster sind in rundbogige Öffnungen eingelassen. Der Fries unterhalb der abschließenden Zinnenbewehrung ist mit Vierpässen gestaltet. Der Signalmast steht noch heute auf dem Turm.